# Ebabodo
 (septembre 2018).
Si vous disposez d'ouvrages ou d'articles de référence ou si vous connaissez des sites web de qualité traitant du thème abordé ici, merci de compléter l'article en donnant les références utiles à sa vérifiabilité et en les liant à la section « Notes et références ».

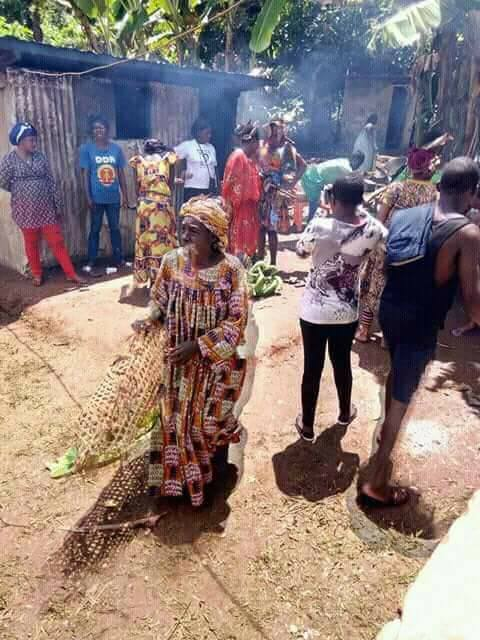
Manifestation villageoise à Ebabodo.

Ebabodo est un village situé dans l'arrondissement d'Ayos, appartenant au département du Nyong et Mfoumou, région du Centre de la République du Cameroun. 
C'est un village-quartier de la ville d'Ayos, à partir de la zone appelée Nkolbekon, jusqu'à Mengana au Nyong ; il est étendu sur une distance de 3 à 3,5 km avec pour voisin les quartiers d'Ayos.

## Histoire
L'arrivée des colons a favorisé l'abandon des pratiques inhumaines et a donc transformé la localité en un centre de travailleurs et surtout de médecins, donc les Jamotains infirmiers formés et mis au service du docteur Jamot,.

## Géographie

### Démographie
Le nombre d'habitants d'Ebabodo est estimé  à 700-800.

### Climat
Il bénéficie d'un climat équatorial à quatre saisons dont deux sèches et deux pluvieuses.

### Organisation
Le village est organisé autour de deux groupes ethniques majoritairement installés : les Yebekolo qui sont les plus nombreux et les Ndong qui sont minoritaires mais dont l'alliance avec les Mvog Biwolé est une révérence soutenue, et les Popo, ethnie togolaise, elle même arrivée à Ayos en tant qu'esclaves porteurs de colons. Le village a à sa tête Akono Biwolé.

## Économie
Les activités économiques du village sont essentiellement tournées vers l'agriculture (culture du cacao). Il faut également noter qu'Ebabodo est le premier pôle de production d’œufs dans le centre urbain d'Ayos[réf. nécessaire]. 